# Black Coffee (All Saints)
Black Coffee är en låt av All Saints, utgiven som singel i oktober 2000. Låten finns med på albumet Saints & Sinners. "Black Coffee" nådde förstaplatsen på UK Singles Chart. Musikvideon regisserades av Johan Renck.

## Listplaceringar
| Lista (2000)   | Position              |
| -------------- | --------------------- |
| Australien     | 20                    |
| Danmark        | 5 ("Tjeklisten")      |
| Finland        | 11                    |
| Irland         | 6                     |
| Italien        | 7                     |
| Nederländerna  | 24                    |
| Norge          | 14 (VG-lista)         |
| Nya Zeeland    | 7                     |
| Schweiz        | 28                    |
| Storbritannien | 1 (UK Singles Chart)  |
| Sverige        | 8 (Sverigetopplistan) |
| Tyskland       | 31                    |